# Грегр, Эдвард
Эдвард Грегр (4 марта 1827, Штайр — 1 апреля 1907, Лштень) — австро-венгерский чешский врач, публицист, журналист и политик. Вместе с братом Юлиусом был главным редактором издания «Národní listy»; принадлежал к радикальному крылу либерального течения в чешском национальном движении, с 70-х годов XIX века был членом партии младочехов.

## Биография
Родился в семье геометра, имевшей немецкие корни. Изучал философию в Венском университете, затем — с 1848 года — медицину в Карловом университете. В 1854 году получил степень доктора медицины и получил место ассистента у физиолога Яна Пуркине. В 1859 году стал преподавателем на медицинском факультете Пражского университета. В 1860 году отправился в путешествие по Западной Европе.
В 1861—1862 годах работал редактором научного журнала «Živa». В это же время основал в Праге типографию и совместно со своим братом Юлиусом и несколькими другими людьми основал крупнейший на тот момент чешскоязычный политический журнал «Národní listy» (зарегистрировано издание было на его брата Юлиуса). Первый номер вышел в свет 1 января 1861 года. Уже в 1860-е годы разошёлся с некоторыми бывшими союзниками, так как имел независимые политические взгляды: в частности, стоял на стороне польских повстанцев, а не российских властей по вопросу Польского восстания 1863 года, а также был решительным противником господствовавшей тогда в чешском национальном движении политики «пассивного сопротивления». Вёл напряжённую борьбу с Ригером и другими лидерами старочехов. С марта 1861 года был депутатом Чешского земского сейма, в 1871 году был избран в рейхсрат (выборы на тот момент ещё не были прямыми, делегаты направлялись от отдельных земских сеймов), где представлял курию сельских общин, однако по политическим причинам не принял мандат, в итоге аннулированный 11 июня 1872 года из-за отсутствия на заседаниях. На первых прямых выборах в рейхсрат вновь был избран от курии сельских общин, но снова не принял мандат, который был аннулирован 10 декабря 1873 года. С 1860-х годов неоднократно участвовал в акциях гражданских протестов, в августе 1868 года стал одним из подписантов так называемой Конституциональной декларации чешских депутатов, в которой отвергались централистские идеи австрийского правительства и отстаивалось право чехов на самоопределение.
В 1876 году окончательно встал на антиконституциональные позиции, отстаивая стремление не к автономии, а к независимости Чехии; в 1879 году, избравшись в рейхсрат и приняв мандат, стал одним из основателей так называемого «Чешского клуба» — радикального крыла парламентариев-младочехов. 4 декабря 1883 года вновь был избран в рейхсрат на дополнительных выборах для курии сельских общин; в очередной раз был избран в 1885 и затем в октябре 1887 года, а также в 1891, 1897 и 1901 годах, — каждый раз от курии сельских общин. Пользовался большим авторитетом среди молодёжи и низших классов чешского общества, был известен как талантливый оратор. В 1890-х годах стал постепенно утрачивать своё политическое влияние, в том числе по причине появления новых партий патриотической направленности (в частности, Аграрной партии, члены которой нередко подвергали его деятельность критике); в 1896 году выступил против избирательной реформы Бадени, что привело к расколу в «Чешском клубе». Был депутатом до конца своей жизни, при этом в последние месяцы жизни в 1907 году являлся также представителем чешского земского сейма в рейхсрате. Опубликовал несколько работ по политологии и естественной истории.

## Брак и дети
Женой Эдуарда Грегра была Антония Свитирохова, от которой у него было восемь детей, трое из которых умерли в детстве. 
После смерти Эдуарда семейной типографией управлял его сын Здислав (1874–1918), а сын Здислава Эдуард (1900–1986) продолжил дело. После 1945 года типография была национализирована. В 1993 году бизнес был возвращен семье Грегр. Другой сын Здислава, Владимир (1902-1943), был архитектором.

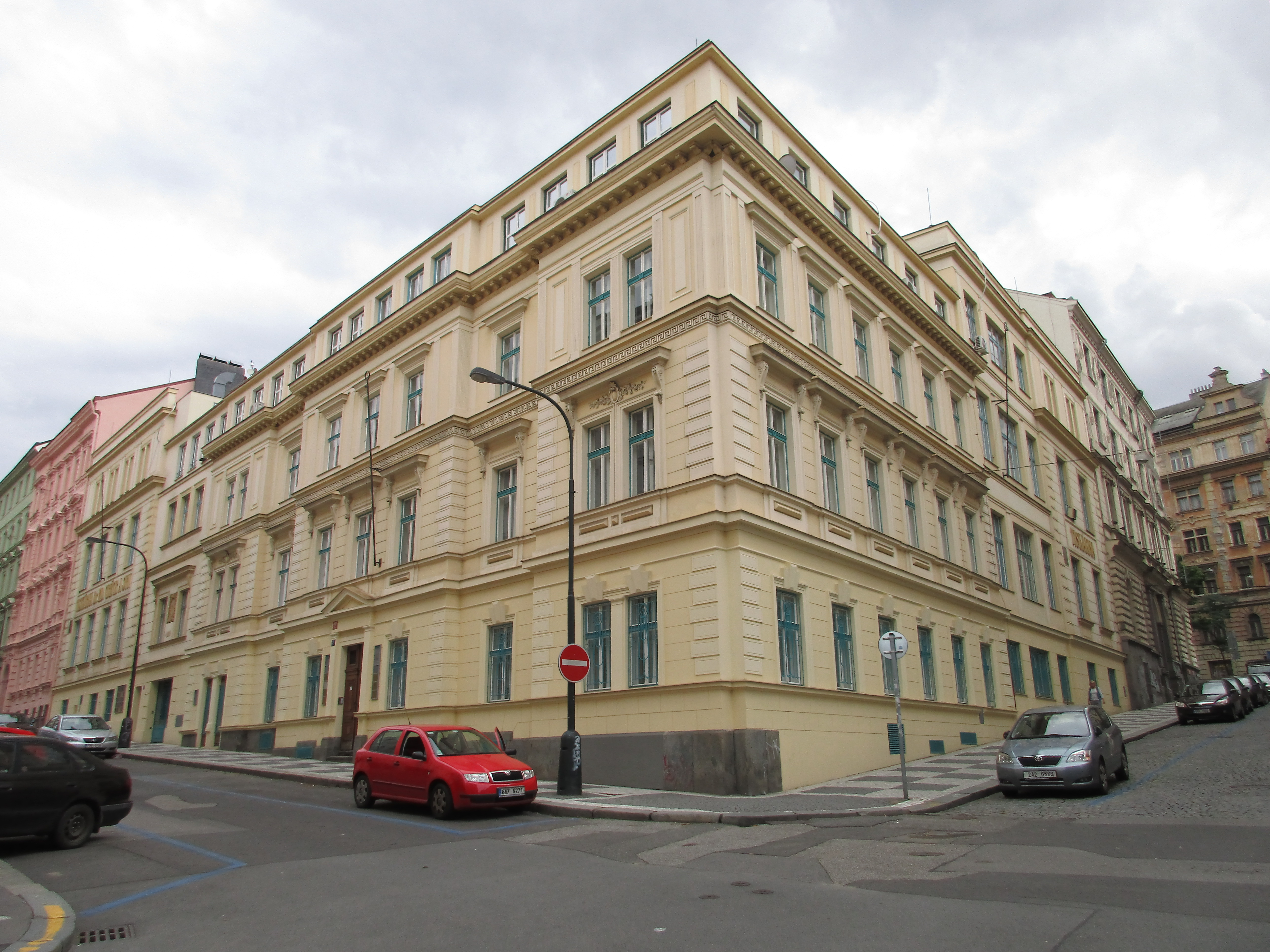
Книжная типография «Эдвард Грегр и сын»